# Bernard O’Connor
Bernard O’Connor (Connor) (ur. 1666 w hrabstwie Kerry, zm. 1698 w Londynie) – irlandzki lekarz i przyrodnik, pisarz oraz historyk, nadworny lekarz Jana III Sobieskiego.

Część badaczy twierdzi, że studiował medycynę w Montpellier i w Paryżu. Tytuł doktora uzyskał 18 września 1693 w Reims. W swojej dysertacji doktorskiej przedstawił najwcześniejszy znany opis zesztywniającego zapalenia stawów kręgosłupa.

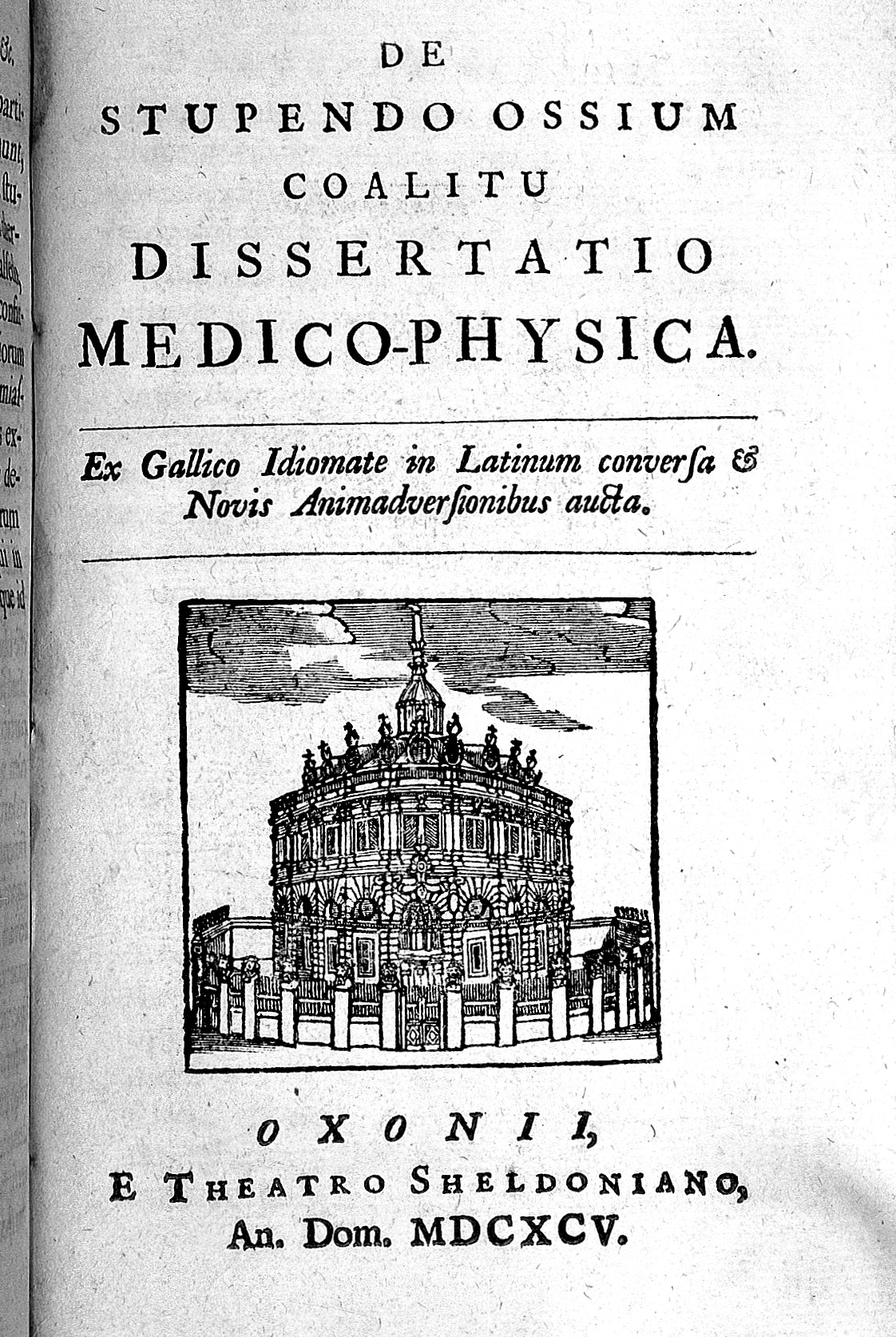
De Stupendo Ossium

Przypuszcza się, że podczas pobytu we Francji poznał synów kanclerza koronnego Jana Wielopolskiego, i wraz z nimi udał się do Włoch, a potem do Warszawy. Przyjęto go na dwór królewski z rekomendacji posła weneckiego Hieronima Alberto de Conti. Królowi służył do 1694 roku, kiedy to opuścił Warszawę jako lekarz w orszaku królewny Teresy Kunegundy. Po krótkim pobycie w Holandii udał się do Londynu. Od maja 1695 prowadził w Oksfordzie wykłady dla studentów. W następnym miesiącu powrócił do Londynu i 20 czerwca 1695 r. został przyjęty na członka Royal Society. 6 kwietnia 1696 r. uzyskał tytuł licencjata Królewskiego Kolegium Lekarzy w Londynie.
Prowadził lukratywną praktykę lekarską w Londynie. Zmarł po krótkiej chorobie (prawdopodobnie była to malaria). Został pochowany na cmentarzu przy kościele St. Giles in the Fields 30 października.
W 1698 roku opublikował dzieło w dwóch tomach poświęcone historii Polski, tłumaczone na niemiecki, łacinę i we fragmentach na polski (przez Niemcewicza).

## Dzieła
- Zoothanasion thaymaston; seu, Mirabilis viventium interitus in Charonea Neapolitana crypta: Dissertatio physica. Typis Laurentii Kronigger, prostant Venetiis apud Jo. Jacobum Hertz, 1694
- Dissertationes medico-physicae, de antris lethiferis, de montis vesuvii incendio, de stupendo ossium coalitu, de immani hypogastrii sarcomate. Clements, 1695
- Evangelium Medici: Seu Medicina Mystica, De Suspensis Naturae Legibus, Sive De Miraculis. S. Briscoe, 1697
- The history of Poland, in several letters to persons of quality: giving an account of the antient and present state of that kingdom; 2 tomy 8vo. London 1698
- Beschreibung des Königreichs Polen und Groß-Hertzogthums Litthauens. Leipzig: T. Fritsch, 1700